# Matteo Tagliariol
Matteo Tagliariol (n. 7 ianuarie 1983, Treviso, Veneto, Italia) este un scrimer italian specializat pe spadă, camion olimpic în 2008, vicecampion mondial pe echipe în 2007 și la individual în 2009.

## Carieră
D'Artagnan era idolul lui Tagliariol când era copil. A vrut să practice scrima după ce a văzut-o pe floretista Giovanna Trillini la televizor. A început la vârsta de șase ani la clubul „Lame trevigiane”, mai întâi la floretă cu maestrul Ettore Geslao, apoi la spadă. În anul 2001 a cucerit medalia de aur pe echipe la Campionatul Mondial de juniori, apoi în anul următor o medalie de bronz la individual. În anul 2003 a transferat la clubul „Società del Giardino” din Milano sub conducerea maestrului Angelo Mazzoni.
În anul 2007 a câștigat două medalii de argint pe echipe la Campionatul European, apoi la Campionatul Mondial. În anul următor a participat la Jocurile Olimpice de la Beijing. A trecut succesiv de norvegianul Sturla Torkildsen, francezul Ulrich Robeiri, olandezul Bas Verwijlen și spaniolul José Luis Abajo. L-a învins clar în finală pe francezul Fabrice Jeannet și a câștigat primul titlu olimpic italian la spadă după cel câștigat de Giuseppe Delfino la Jocurile Olimpice din 1960. La proba pe echipe Italia a cedat în fața Franței în semifinală și a întâlnit China în „finala mică”. La scorul 33–22 în favoarea Italiei Tagliariol a căzut și a trebuit să fie înlocuit de Stefano Carozzo. În cele din urmă, Italia s-a impus cu scorul 45–33, aducând lui Tagliariol a doua medalie olimpică.
La Campionatul Mondial din 2009 de la Antalya Tagliariol a ajuns din nou în finală, unde a pierdut la o tușă cu rusul Anton Avdeev și a luat argintul.

## Legături externe
Materiale media legate de Matteo Tagliariol la Wikimedia Commons
- Site-ul official Arhivat în 20 decembrie 2014, la Wayback Machine. lui Matteo Tagliariol
- Prezentare Arhivat în 8 noiembrie 2014, la Wayback Machine. la Confederația Europeană de Scrimă
- en Matteo Tagliariol la Olympedia.org